# CAV Murcia 2005
CAV Murcia 2005 (hiszp. Club Atlético Voleibol Murcia 2005) – żeński klub siatkarski z Hiszpanii, powstały w 2005 roku w Murcji. Występuje w rozgrywkach Superligi. W sezonach 2006 – 2008 grała w nim reprezentantka Polski – Małgorzata Glinka, a sezonie 2006 – 2007 również Agata Mróz.

## Informacje ogólne
- Hala – Pabellon Principe de Asturias Murcia
- Barwy – czerwono-żółte
- Prezydent klubu:  Pascual Saurín

## Osiągnięcia

### Rozgrywki krajowe
- Złoty medal Mistrzostw Hiszpanii: 2007, 2008, 2009
- Brązowy medal Mistrzostw Hiszpanii: 2006
- Superpuchar Hiszpanii: 2006, 2007
- Puchar Królowej: 2006, 2007

### Rozgrywki na arenie międzynarodowej
- Puchar Top Teams: 2007

## Skład

### Sezon 2006-2007
- – Diana Castaño Sarrias „PITU” – libero
- – Frauke Dirickx – rozgrywająca
- – Amaranta Fernandez Navarro
- – Elena Gracia Marquez – atakująca
- – Małgorzata Glinka – Mogentale – przyjmująca
- – Agata Mróz – środkowa
- – Lubow Sokołowa – przyjmująca
- – Nancy Metcalf – atakująca
- – Lucia Paraja Ramos – środkowa
- – Sara Perez Medina – rozgrywająca
- – Annerys Vargas Valdez – środkowa
- – Prisilla Rivera – atakująca
- – Esther Rodriguez Martin – libero
- – Rebeca Serrano Romero – przyjmująca
- – Fernanda Porto Venturini – rozgrywająca

### Sezon 2007-2008
- 1.  Walewska de Oliveira
- 3.  Maria Isabel Fernández
- 6.  Sara Pérez
- 7.  Fofāo
- 8.  Sofia Arimattei
- 9.  Małgorzata Glinka – Mogentale
- 10. Pitu
- 12. Jaqueline Carvalho
- 14. Prisilla Rivera
- 15. Amaranta Fernández
- 17. Isabella Zillio
- 18. Araceli Malagón

- Trener:  – Paulo Coco